# Ófeigsfjörður
Ófeigsfjörður (in lingua islandese: Fiordo di Ófeig) è un fiordo situato nella parte orientale della regione dei Vestfirðir, i fiordi occidentali dell'Islanda.

## Descrizione
Ófeigsfjörður è un piccolo fiordo situato nella contea di Strandasýsla, nella parte orientale dei Vestfirðir. È posizionato tra Ingólfsfjörður a sud e Eyvindarfjörður a nord.
Il fiordo, assimilabile a una baia, è largo circa 2,5 km; la sponda sud-orientale penetra per 2 km nell'entroterra, mentre la costa nord-occidentale solo per 500 metri. Due importanti fiumi sfociano nel fiordo: Húsá e Hvalá; sul secondo si trova la cascata Hvalárfoss. Lungo il corso dell'affluente Rjúkandi si trova l'importante cascata Rjúkandafoss. La Rjúkandafoss ha una forma a ventaglio che ricorda quella della più grossa cascata Dynjandi. Proprio a causa di questa forma particolare e ben visibile anche dal mare, veniva usata dai marinai che navigavano nella baia di Húnaflói come punto di riferimento per orientarsi nella navigazione. Il fiume Hvalá è quello con la maggior portata d'acqua nei fiordi occidentali; per questo motivo sono in corso valutazioni per utilizzarlo allo scopo di produrre energia idroelettrica.
La pesca degli squali è stata praticata fino al 1915 con la barca Ófeigur, che ora si trova al museo di storia locale a Reykir nel Hrútafjörður.
Le altre fonti di reddito erano il piumino di edredone (una grande anatra marina), la caccia alla foca e la raccolta di legname galleggiante trasportato a riva dalle maree. Ora però nel fiordo non ci sono più insediamenti permanenti e le poche case sono abitate solo nella stagione estiva dai discendenti degli agricoltori.
Il poeta autodidatta Jón Guðmundsson nacque in questo fiordo nel 1574.

## Denominazione
Secondo il Landnámabók, lo storico libro degli insediamenti in Islanda, il fiordo prende il nome dal colono Ófeigur Herröðarson. I suoi fratelli, Ingólfur e Eyvind, si stabilirono in due fiordi adiacenti che da loro presero il nome di Ingólfsfjörður e Eyvindarfjörður.

## Vie di comunicazione
Alla cascata Hvalárfoss termina la strada di montagna F649 Ófeigsfjarðarvegur proveniente dal vicino Ingólfsfjörður. Nessun'altra strada si inoltra più a nord sul lato est dei fiordi occidentali.